# Пегави кускус
Пегави кускус је торбар који се лагано креће по дрвећу и живи претежно у влажним шумама Нове Гвинеје као и на самом северу Квинсленда у Аустралији. Има крупне очи које му дају зачуђен зглед. Оне му ноћу омогућавају да одлично види у мраку. Појављује се различити варијетети боја крзна, али само мужјаци имају карактеристичне шаре.

## Начин живота
Пегави кускус, становник тропских шума, проводи дан скуплачан на гранама, где је добро заштићен густим лишћем од врућине и радозналих погледа. Буди се у сутон и полази у ноћну потрагу за храном. Иако цео живот проводи на дрвећу, креће се по гранама врло споро и лење чврсто се пидржавајући репом. Његове велике очи упијају и најмању количину светлости тако да ноћу одлично види.
Као и остали торбари и пегави кускус је самотњак. Храни се и спава сам за разлику од већине осталих животиња. Ако се два кускуса сретну када није време парења, понашају се доста агресивно. Испуштају гласове налик на лајање и режање којим се труде да уплаше и отерају супраника.
Дужина главе пегавог кускуса и трупа је од 34,8 до 65 цм, док је дужина репа од 31,5 до 60 цм. Тежина пегавог кускуса је од 1,5 до 6 кг. Животни век пегaвог кускуса је у заточеништву 17 година, док је у природном окружењу животни век 11 година.

## Храна и начин прехране
Као и већина тробара, пегави кускус се храни углавном воћем, лишћем,а понекад и кором дрвећа, углавном оним што му се у тренутку када се храни нађе на располагању. Међутм његови зуби и систем за варење су прилагођени и храни као што су инсекти, ситни сисари, гмизавци, птице и њихова јаја.
Птице и гуштере кускус лови из заседе. Полако им се прикрада и баци се на животињу која заокупљена тражењем хране и не примети нападача. 

## Непријатељи
Пегави кускус нема много природних непријатеља. Понекад заврши као плен великих змија и птица грабљивица. Пегави кускус због своје спорости нема других одбрамбених механизама осим свог дебелог шареног крзна,које га добро прикрива у крошњама дрвећа, док је на земљи незастићен. Права опасност за његову популацију је човек. Локални становници га цене због меса и крзна и често се дању веру по дрвећу и хватају успаване шарене кускусе. Ипак најугроженији је због све већег уништавања његовог животног простора.

### Занимљивости
1. Разне врсте торбара имају различит број млечних жлезда. Коала има само две, пегави кускус четири, а амерички опосум чак двадесет и седам.
2. Уколико ухватимо пегавог кускуса, он ће у одбрани да нас попрска течношћу врло непријатног мириса.
3. Међу научницима влада мишљење да се популација шареног кускуса која живи на полуострву Кап Јорк на северу Квинсленда у Аустралији развила од животиња које су пре неколико хиљада година преплутале са копна на некој врсти тепиха од биљака.[6]

## Размножавање
Парење пегавих кускуса је могуће преко целе године, а одвија се, као и цео његов живот, лагано на гранама дрвећа. После парења мужјак и женка се растају и долазе свако својим путем.
Бременитост траје само тринаест дана. На свет долази један младунац, а у ретким случајевима два. Женке у утроби, који се отвара унапред, увек носе по једног или два младунца различитог узраста, што је научнике и навело на закључак да је ова врста способна за оплодњу преко целе године.
Као и код свих тробара младунци шареног кускуса су када се окоте ситни, голи и неразвијени. Одмах по доласку на свет отпузе у мајчину торбу и приљубе се уз млечну жлезду. Брадавица затим у младунчевим устима отекне и тако га држи чврсто на одређеном месту. 
Младунац у утроби своје мајке остаје шест до седам месеци. Када је напусти, пење се на њена леђа и канџама се чврсто држи за крзно. Мајка га носи свуда са собом све док се малдунац потпуно не осамостали. Крзно младих мужјака неколико пута мења боју док не добије карактеристичне шаре.

## Особине пегавог кускуса
- Глава: Лице је мало и округло а уши су скоро сасвим сакривене у крзну. Очи су велике, округле, изражене, са усправним зеницама.
- Крзно: Длака је густа и вунаста дајући топло и дебело крзно прошарано пегама или мрљама.
- Ноге: Дугачке ноге и повијене канџе на предњим ногама као и голи избраздани табани омогућавају му да се чврсто држи на гранам древћа.
- Реп: Врло је дебео и вунаст. Доња страна је од половине репа према врху без длаке, покривена рожним плочицама. Пегави кускус се репом, као петим удом, хвата за гране и тако прелази са једне на другу.

### Разлике у боји крзна
Боја крзна појединих животиња варира у зависности од старости, здравља и станишта. Често се дешава да чак и младунци из истог легла имају различиту боју крзна.

## Географска распрострањеност пегавог кускуса

### Станишта
Живи у шумским подручјима Нове Гвинеје, на Молучким острвима и другим острвима Малајског архипелага. Налазимо га и на полутоку Кап Јорк и северном Квинсленду у Аустралији.

### Заштита врсте
Неке врсте кускуса су у опасности због претераног лова и уништавања њихових станишта. Да би се очувала ова врста торбара, неопходно је хитно основати заштићена подручја.